# Гіспала Феценія
Гіспала Феценія (лат. Hispala Faecenia) — вільновідпущениця та куртизанка зі Стародавнього Риму, яка надала вирішальне свідчення під час розслідування вакханалій 186 року до н.е., що допомогло римській владі придушити цей культ.

## Життя та діяльність

### Професія
За словами Лівія, Гіспала була знаною куртизанкою. Незважаючи на соціальну стигму, вона підтримувала Ебутія матеріально. Її рішуче свідчення щодо обрядів культу Бахуса стало вирішальним у справі.

### Стосунки з Ебутієм
Гіспала зустріла та закохалася в Публія Ебутія , знатну особу вищого стану, яка жила по сусідству, через її роботу куртизанкою. Лівій стверджує, що пара мала дуже глибокий зв'язок одне з одним. Далі він каже, що Гіспала була щедрою жінкою, яка піклувалася про Ебутія. Згадується, що покровитель Гіспали помер, залишивши її без опіки. Також кажуть, що через взаємну прихильність пари Гіспала намагалася переконати трибунів та преторів призначити тимчасового опікуна під час складання заповіту; жінки не могли складати заповіт без чоловіка. Після цього Гіспала зробила Ебутія своїм спадкоємцем, тобто все перейшло до нього після її смерті. Далі Ебутій розповідає Гіспалі про план своєї матері та вітчима, які бажають, щоб він приєднався до культу Вакха як посвячений. Оскільки Гіспала нібито кохала Ебутія, Лівій каже, що вона вигукнула: «Нехай боги будуть прихильніші до неї!» і «твій вітчим поспішає знищити цим вчинком твою цнотливість, твій характер, твої надії та твоє життя», коли дізналася про це випробування. Гіспала пояснила Ебутію, що раніше вона була служницею своєї господині Пакулли Аннії в культі, але заслужила свободу і більше ніколи не повернулася.  Гіспала не припиняла спроб переконати Ебутія не брати участі в ініціації, доки він не пообіцяв їй, що не братиме участі в ритуалах/обрядах.
З іншого боку, Ноусек стверджує, що стосунки Ебутія та Гіспали могли виникнути внаслідок римської драми.

### Свідчення
За словами Лівія, після відмови Ебутія приєднатися до культу, його вигнали з дому. Він звернувся до своєї тітки, і разом вони повідомили консула Спурія Постумія Альбіна. Той викликав Гіспалу до себе для надання свідчень. Після вагань вона виклала деталі вакханалій: нічні оргії, сексуальні практики, обрядові вбивства, фанатичні пророцтва та участь як чоловіків, так і жінок із знатних родин. Її свідчення стали основою для senatus consultum de Bacchanalibus — сенатського декрету, який заборонив культ.

## Винагорода та правовий статус
Сенат винагородив Гіспалу за надану допомогу: вона отримала 100 000 асів, дозвіл обирати опікуна, передавати майно, виходити заміж за патриція та державний захист. Попри це, соціальна стигматизація залишалася.

## Аналіз та оцінки
Деякі сучасні дослідники вважають, що її статус і винагорода були неоднозначними. Зокрема, Алан Вотсон зазначав, що формальні юридичні привілеї не скасовували соціального осуду. Ноусек аналізував, що її свідчення значно вплинули на розвиток кримінального права Риму.

## У культурі
Гіспала згадується у книзі Емма СаутонЕмми Саутон «Own Rome: The Forgotten Women of the Roman Empire» (2023).